# Pedro Cornejo
Pedro Raúl Cornejo Guinassi (Lima, 1961) es un crítico de rock, filósofo y escritor peruano. Es conocido por su historia del rock en el Perú (Alta Tensión, 2002) y por su Enciclopedia del Rock Peruano (2018-2022), obra de 4 volúmenes en la cual ha registrado más de 700 artistas de las diferentes épocas por las que ha atravesado el rock peruano.

## Biografía
Pedro Raúl Cornejo Guinassi realizó estudios de filosofía en la Pontificia Universidad Católica del Perú, en la que se graduaría con una tesis sobre el pensamiento de Giambattista Vico, y en donde ejercería la docencia universitaria.

### Escritos y ensayos
A partir de 1982, Cornejo empezó a escribir artículos y ensayos sobre rock, en diversas publicaciones de la época como Macho Cabrío, Etiqueta Negra, El Zorro de Abajo y Debate. También en fanzines (La Nave De Los Locos, Luznegra, Alternativa Subterránea) y revistas musicales (Imagen Pública, Esquina, Caleta y Phantom). Además escribiría en los diarios La República, Expreso, La Razón, Página Libre, El Mundo y El Comercio. En este último medio fue crítico musical de la sección Mundo Joven, entre finales de los 80's y mediados de los 90's y, posteriormente, del semanario Somos hasta el año 2000. Fue editor adjunto de esta revista desde fines de 2007 hasta comienzos del 2009. Desde noviembre de 2018 hasta julio de 2021 escribió la columna Filosofía 3.0 que publicó el mismo diario en su suplemento El Dominical. Entre agosto y octubre de 2021 escribió la columna Música de Fondo.
Cornejo ha publicado varios libros sobre Rock. Entre ellos destaca Alta tensión, el primer libro que aborda de manera integral la historia del rock en el Perú, publicado en el año 2002 y reeditado (corregido y aumentado) en julio de 2018. En 2010 publicó un libro de narrativa titulado Sin pena ni gloria (Monólogos de un desconocido) y un estudio sobre el pensamiento de Agustín de Hipona titulado Miseria de la política. En el 2011 puso en circulación un volumen de ensayos sobre la cultura contemporánea denominado A campo traviesa. Quimeras y visiones en la Aldea Global. Entre 2018 y 2019 Cornejo publicó una Enciclopedia del rock peruano en tres volúmenes. En noviembre de 2021 publicó Días de furia. El rock subterráneo en retrospectiva.

### Actividad musical
Durante el año 1985, Cornejo integró, como vocalista y letrista, el grupo hardcore punk Guerrilla Urbana, uno de los primeros grupos subterráneos aparecidos en Lima. En 1986 grabarían una maqueta conjunta titulada Vol. 1 con Leusemia, Zcuela Cerrada y Autopsia. Cornejo dejó la banda a fines de 1985 y formó con Daniel F,  el efímero grupo de punk-metal Frente Negro que participó en el compilatorio Vol. 2, que reunía a la segunda generación de grupos subtes de Lima.

### Actividad como ejecutivo discográfico
En 1993, Cornejo incursionó en la industria discográfica, encargándose de la división Warner Music Group en la disquera peruana El Virrey. En él publicaría discos nunca antes editados en Perú, como los de la colección Antología Del Rock que incluía discos de The Byrds, The Smiths, Talking Heads y The Doors entre otros. Luego Cornejo dirigiría la subsidiaría independiente ¡Eureka! Records, división de El Virrey, que daría a luz varios discos importantes en la historia del rock peruano, como los dos primeros discos de Mar de Copas, y discos de Combustible, Mundo Raro, G-3, Cardenales, Cenizas y Los Mojarras entre otros, además de un par de recopilatorios. Cornejo dejaría ¡Eureka! en 1995 para formar su propia empresa, Navaja Producciones, junto a algunos amigos como Manolo Barrios (Mar de Copas), Pelo Madueño (La Liga del Sueño) y Piti Callirgos. Este sello editaría otros discos importantes del rock peruano tales como el primero de Dolores Delirio, además de discos de Radio Criminal, Rafo Ráez, Actitud Frenética, El Aire y el regreso de Leusemia luego de 10 años de ausencia (grupo con el que Cornejo tendría un malentendido, luego aclarado, razón por la cual Leusemia le dedicaría el tema "Don Pedro Marmaja" inserto en su disco Moxón de 1996). A pesar de sus buenas ventas Navaja quebraría en 1997. Otra vez Cornejo incursionaría en lo discográfico al juntarse al músico Miki González para formar Apu Records que solo editó un par de compilados de rock peruano en 1997. Luego, Cornejo se desempeñó como mánager del grupo de rock Mar de Copas entre 1998 y 2004.

### Otros datos
Entre diciembre del 2000 y enero del 2002 condujo el programa de videoclips y entrevistas Distorsión, vía Televisión Nacional del Perú-Canal 7 (actual TV Perú), que fue cancelado sin razón alguna aparente durante el gobierno de Alejandro Toledo. En noviembre del 2001 Cornejo coordinó y editó 4 CD titulados Crónica del rock peruano, primer gran compilado que abarca desde 1965 al 2001, a través de la Empresa Editora El Comercio; cada CD está dedicado a los diversos géneros del rock peruano y en el que se incluye un ensayo escrito por Cornejo (además de fotografías, discografías, cronologías, genealogías y líricas) en cada CD.

## Publicaciones
- Juegos sin fronteras. Aproximaciones al rock contemporáneo. Lima: Ediciones El Santo Oficio, julio de 1994. 252 p.
- Sobrecarga. Los cortocircuitos de la música pop contemporánea. Lima: Emedece Ediciones, julio de 1998. 230 p.
- Alta tensión. Los cortocircuitos del pock peruano. Lima: Emedece Ediciones, junio de 2002. 332 p.
- El rock en su laberinto: Manual para no perderse. Lima: Orión Ediciones, 2004. 173 p.
- Sin pena ni gloria, monólogos de un desconocido. Lima: Códice Ediciones - Ediciones El Santo Oficio, septiembre de 2010.
- Miseria de la política. El concepto de Estado en el pensamiento de Agustín de Hipona. Lima: Ediciones El Santo Oficio, septiembre de 2010.[6]
- A Campo Traviesa. Quimeras y Visiones en la Aldea Global. Lima: Códice Ediciones - Ediciones El Santo Oficio, septiembre de 2011.
- Alta tensión. Breve historia del rock en el Perú (nueva edición). Lima: Contracultura Ediciones, julio de 2018.[7]
- Enciclopedia del Rock Peruano Volúmenes I, II y III. Editorial Contracultura. Lima. 2018-2019.
- Días de Furia. El rock subterráneo en retrospectiva. Lima, noviembre 2021.
- Ahora y Siempre. G3: La Historia. Ediciones Contracultura. Lima. 2022.
- Enciclopedia del Rock Peruano. Volumen IV. Ediciones Contracultura. Lima. 2022.